# Канадский полк лёгкой пехоты принцессы Патриции
Кана́дский полк лёгкой пехо́ты принце́ссы Патри́ции (англ. Princess Patricia's Canadian Light Infantry, PPCLI, Patricia's, фр. Infanterie légère canadienne de la princesse Patricia) — один из трёх основных пехотных полков Канадских вооружённых сил. Один из самых награждаемых полков Канады. Полк состоит из четырёх батальонов, в том числе батальон основного резерва, совокупной численностью 2000 солдат. Полк — основной пользователь базы Канадских вооружённых сил Эдмонтон в Альберте и БКВС Шайло в Манитобе и входит в Западный округ сухопутных войск; по сути, это «местный» регулярный пехотный полк для Западной и Тихоокеанской Канады. Верный эдмонтонский полк — резервный батальон полка, называемый «4-й батальон Канадского полка лёгкой пехоты принцессы Патриции».
Полк является церемониальным образованием, четыре батальона являются независимыми оперативными единицами под управлением 1-й Канадской механизированной бригадной группы для регулярных вооружённых сил и 41-й Канадской бригадной группы для Основного резерва. Хотя полк и называется «лёгкой пехотой», два его батальона относятся к механизированной пехоте, и он никогда не был организован как традиционный полк лёгкой пехоты.
Полк был собран в 1914 г. по инициативе капитана Эндрю Гамильтона Го для попытки участия Канады в Первой мировой войне. Он стал первым канадским пехотным подразделением, попавшим в театр военных действий во Франции 21 декабря 1914 г. Полк также участвовал во Второй мировой войне, войне в Корее, Афганистане, а также в многочисленных операциях НАТО и миротворческих миссиях ООН. Полк получил 39 боевых отличий, две благодарности главнокомандующего и Благодарность Президента США.